# Dichaea oerstedii
Dichaea oerstedii är en orkidéart som beskrevs av Heinrich Gustav Reichenbach. Dichaea oerstedii ingår i släktet Dichaea och familjen orkidéer.
Artens utbredningsområde är Nicaragua. Inga underarter finns listade i Catalogue of Life.